# Liste der Kulturdenkmäler in Gommersheim
In der Liste der Kulturdenkmäler in Gommersheim sind alle Kulturdenkmäler der rheinland-pfälzischen Ortsgemeinde Gommersheim aufgeführt. Grundlage ist die Denkmalliste des Landes Rheinland-Pfalz (Stand: 14. August 2023).

## Denkmalzonen
| Bezeichnung             | Lage                                                              | Baujahr                 | Beschreibung | Bild            |
| ----------------------- | ----------------------------------------------------------------- | ----------------------- | --- | --------------- |
| Denkmalzone Hauptstraße | Hauptstraße 19–35 (ungerade Nummern), 20–38 (gerade Nummern) Lage | 18. und 19. Jahrhundert | Bebauung des 18. und 19. Jahrhunderts mit Dreiseit- und Hakenhöfen; die ein- bis zweigeschossigen Giebelhäuser oft mit Fachwerk; weitgehend geschlossener Scheunenriegel; einige Tabakschuppen | Fotos hochladen |

## Einzeldenkmäler
| Bezeichnung                 | Lage                                                                | Baujahr                   | Beschreibung | Bild                           |
| --------------------------- | ------------------------------------------------------------------- | ------------------------- | --- | ------------------------------ |
| Wohnhaus                    | Bahnhofstraße 4 Lage                                                | 18. Jahrhundert           | barockes Fachwerkhaus, 18. Jahrhundert | Fotos hochladen                |
| Gasthof „Zum Löwen“         | Geinsheimer Straße 1 Lage                                           | um 1870/80                | Gasthof „Zum Löwen“, um 1870/80; spätklassizistisches Hauptgebäude; städtebaulich wichtig                                                                 | Fotos hochladen                |
| Hofanlage                   | Hauptstraße 2/4 Lage                                                |                           | Dreiseithof; barockes Fachwerkhaus, teilweise massiv, Fachwerkscheune unter Krüppelwalmdach, klassizistische Toranlage, um 1820/30                        | Fotos hochladen                |
| Wohnhaus                    | Hauptstraße 22 Lage                                                 | 1818                      | barockes Fachwerkhaus, bezeichnet 1818 | Fotos hochladen                |
| Hofanlage                   | Hauptstraße 26 Lage                                                 | Ende des 18. Jahrhunderts | Hakenhof; eineinhalbgeschossiges spätbarockes Fachwerkhaus, teilweise massiv, Ende des 18. Jahrhunderts                                                   | Fotos hochladen                |
| Hofanlage                   | Hauptstraße 30 Lage                                                 | um 1900                   | Hakenhof; spätgründerzeitliches Wohnhaus, Fachwerk- und Klinkerpartien, um 1900                                                                           | Fotos hochladen                |
| Hofanlage                   | Hauptstraße 33 Lage                                                 | 1686                      | Dreiseithof, barockes Fachwerkhaus, bezeichnet 1686 | Fotos hochladen                |
| Hofanlage                   | Hauptstraße 36 Lage                                                 | 1768                      | spätbarocker Hakenhof; Fachwerkhaus, bezeichnet 1768, Fachwerkscheune unter Krüppelwalmdach                                                               | Fotos hochladen                |
| Hofanlage                   | Hauptstraße 38 Lage                                                 | 1780                      | spätbarocker Hakenhof; Fachwerkhaus, Krüppelwalmdach, bezeichnet 1780, Krüppelwalmdachscheune                                                             | Fotos hochladen                |
| Wohnhaus                    | Hauptstraße 52 Lage                                                 | 1700                      | barockes Fachwerkhaus, bezeichnet 1700 | Fotos hochladen                |
| Wohnhaus                    | Hauptstraße 62 Lage                                                 | 18. Jahrhundert           | barockes Fachwerkhaus, Krüppelwalmdach, wohl aus dem 18. Jahrhundert, Nebengebäude, teilweise Fachwerk, Hoftorpfosten bezeichnet 1563                     | Fotos hochladen                |
| Rathaus                     | Hauptstraße 66 Lage                                                 | um 1860                   | spätklassizistischer Walmdachbau (Bild), um 1860 | weitere Bilder Fotos hochladen |
| Hofanlage                   | Hauptstraße 69 Lage                                                 | 1686                      | Hofanlage, Fachwerkhaus, bezeichnet 1686 (Bild) | Fotos hochladen                |
| Hofanlage                   | Hauptstraße 86 Lage                                                 | 1787                      | Hofanlage; eingeschossiges spätbarockes Fachwerkhaus, bezeichnet 1787 (Bild)                                                                              | Fotos hochladen                |
| Hofanlage                   | Hintergasse 8 Lage                                                  | 18. Jahrhundert           | Hofanlage; barockes Fachwerkhaus, 18. Jahrhundert, Scheune bezeichnet 1881                                                                                | Fotos hochladen                |
| Protestantische Pfarrkirche | Kirchstraße Lage                                                    |                           | romanischer Westturm (Bild), barocker Saalbau, bezeichnet 1730                                                                                            | weitere Bilder Fotos hochladen |
| Kriegerdenkmäler            | Kirchstraße, bei der Kirche Lage                                    |                           | Kriegerdenkmäler 1870/71 und 1914/18 | Fotos hochladen                |
| Grabsteine                  | Kirchstraße, auf dem Friedhof Lage                                  | nach 1918                 | Soldaten-Grabsteine für Jakob Stolzenberger (1898–1918) und Johann Georg Bein (1898–1918), Sandstein-Stelen mit reliefierten Soldatenköpfen               | Fotos hochladen                |
| Protestantisches Pfarrhaus  | Kirchstraße 1 Lage                                                  | 1784                      | spätbarocker Walmdachbau, bezeichnet 1784, Aufstockung oder Obergeschoss-Umbau in der ersten Hälfte des 19. Jahrhunderts (?), Nebengebäude unter Walmdach | Fotos hochladen                |
| Wohnhaus                    | Röderstraße 2 Lage                                                  |                           | spätbarockes Fachwerkhaus, Krüppelwalmdach, bezeichnet 1760, Fachwerk teilweise aus dem 16. oder vom Anfang des 17. Jahrhunderts                          | Fotos hochladen                |
| Kindelsbrunnen              | östlich des Ortes am Kindelsbrunnerhof Lage                         | 18. Jahrhundert           | Schöpfbrunnen, 18. Jahrhundert (?); am mittleren Trog bezeichnet 1574 (Bild)                                                                              | Fotos hochladen                |
| Schänzelturm                | westlich weitab des Ortes auf dem Steigerkopf, südlich der K 6 Lage | 1874                      | Rotsandstein, 1874; zur Erinnerung an die 1794 errichteten Schanzen gegen die französischen Revolutionstruppen (Bild)                                     | weitere Bilder Fotos hochladen |